# Макаров Валентин Миколайович
Валенти́н Микола́йович Мака́ров (30 серпня 1919 — 20 травня 1978) — радянський військовий льотчик часів Другої світової та Корейської воєн, генерал-майор авіації. Герой Радянського Союзу (1943).

## Біографія
Народився 30 серпня 1919 року в місті Севастополі в родині робітника. Росіянин. Закінчив 7 класів і Сімферопольський аероклуб.

### Початок військової кар'єри
До лав РСЧА призваний у 1937 році. У 1938 році закінчив Качинську військову авіаційну школу льотчиків імені М'ясникова й направлений у 16-й винищувальний авіаційний полк (м. Люберці, Московська область).
У складі 70-го винищувального авіаційного полку брав участь у боях на річці Халхин-Гол, літав на літаках І-15біс та І-153.
У 1940 році закінчив курси командирів авіаційних ланок в місті Чугуїв (Харківська область).

### Німецько-радянська війна
Учасник німецько-радянської війни з червня 1941 року. Воював на Південно-Західному, Західному, Сталінградському, Донському, Центральному, 1-му Білоруському фронтах.
Початок війни молодший лейтенант В. М. Макаров зустрів на посаді командира ланки Окремої Полтавської винищувальної авіаційної групи, літав на винищувачі І-16. З 10 жовтня 1941 року — командир ланки 512-го (з лютого 1943 — 53-й гвардійський) винищувального авіаційного полку, літав на винищувачах ЛаГГ-3 і Як-1.
До січня 1943 року командир ескадрильї 512-го винищувального авіаційного полку (220-та вад, 16-та повітряна армія) капітан В. М. Макаров здійснив 462 бойових вильоти, у 118 повітряних боях збив особисто 15 і в складі групи 7 літаків супротивника.
З 27 липня 1943 року — командир 176-го винищувального авіаційного полку (283-тя вад), де літав на Як-1 і Як-3. До травня 1945 року гвардії підполковник В. М. Макаров здійснив 638 бойових вильотів, провів 165 повітряних боїв, у яких збив особисто 28 і в складі групи 10 літаків супротивника.

### Міжвоєнний період
По закінченні Другої світової війни продовжив військову службу на посадах командира авіаційного полку в частинах ВПС СРСР на Далекому Сході, в Заполяр'ї, в Білорусі.
У 1947 році закінчив Вищі офіцерські льотно-тактичні курси.

### Корейська війна
У 1950 році на озброєння ВПС Китаю почали надходити радянські винищувачі Ла-11. Для перепідготовки китайських льотчиків до КНР був направлений 351-й винищувальний авіаційний полк, командиром якого був В. М. Макаров.
Брав участь у відбитті нальотів авіації США на Північну Корею з липня 1951 року по лютий 1953 року. Літав на Ла-11 і МіГ-15.

### Повоєнний час
У 1956 році закінчив Військову академію Генерального штабу.
З 1975 року гвардії генерал-майор авіації В. М. Макаров — у запасі.
Мешкав у Мінську. Помер 20 травня 1978 року. Похований на Східному (Московському) кладовищі Мінська.

## Нагороди
Указом Президії Верховної Ради СРСР від 28 січня 1943 року за мужність і відвагу, виявлені у боях з німецько-фашистськими загарбниками, капітану Макарову Валентину Миколайовичу присвоєне звання Героя Радянського Союзу з врученням ордена Леніна і медалі «Золота Зірка» (№ 696).
Був нагороджений двома орденами Леніна, трьома Червоного Прапора, орденами Олександра Невського, Вітчизняної війни 1-го ступеня, двома Червоної Зірки, «За службу Батьківщині в Збройних Силах СРСР» 3-го ступеня, медалями та іноземними нагородами.